# 游戏终结
《游戏终结》（英語：End Game）是美國創作歌手泰勒絲所演唱的一首歌曲，收錄於泰勒絲第6張錄音室專輯《舉世盛名》。歌曲由泰勒絲、英國創作歌手紅髮艾德、美國饒舌歌手未来小子以及歌曲製作人马克斯·马丁與歇爾貝克共同創作，於2017年11月14日在法國作為單曲發行。2017年12月2日，泰勒絲和艾德在iHeartRadio Jingle Ball上首次現場演唱了歌曲。次日，歌曲被宣布为美国单曲。12月初，艾德宣佈歌曲將發佈音樂錄影帶。

## 专业评价
在Pitchfork的一篇评论中，一位评论家写道，《游戏终结》是“一首可以吸收和反刍2017年饒舌和節奏藍調混合声音的歌曲。” 但同时也注意到“在任命马丁的过程中，组装一个平淡无奇的复合材料，而不是直接走向源头 - 对于泰勒絲和Metro Boomin赛道听起来会不会有什么好奇心？ Vulture预测它将成为专辑中最成功的单曲之一，因为它的节奏很吸引人，特别是因为未來小子贡献的经文。在Time撰写的一篇正面评论中，它表示《游戏终结》是一种“自我反思，缓慢干扰的风格曲目。”Spin的一篇评论表明，尽管这首歌在其发现的描述中“很好” 尽管有反对意见的爱情，但未来的歌曲，诗歌和专辑都受到了好评。

## 商业表现
由于其强劲的数字销售，这首歌在截至2017年12月9日的Billboard Hot 100上以86号首次亮相。接下来的一周，它升至第83位，然后在第三周就达到了第36位，让泰勒絲获得了她排名第55位的第40位。两周后，它在第18位成为连续《舉世盛名》的第三个单曲进入前20名。接下来的一周，这首歌的排名降至第30位。这首歌在Billboard Mainstream Top 40排名第10位，使泰勒絲成为排行榜第15位的前十名。它在成人前40名中排名第16位，在节奏歌曲中排名第25位。
在加拿大，这首歌达到了第53位，但在官方音乐视频发行后，这首歌在加拿大热门100号上排名第11位。在美国主流排行榜前40位的排名也达到了第17位。
在澳大利亚，这首歌剛發行位在第38名，并在第36名达到顶峰。下周它降至第40名。在英国，这首歌在第87名首次亮相，之后在第49名达到顶峰。

## 音乐录影带
2017年12月初，艾德确认将播放该歌曲的音乐视频。
在2018年1月10日，泰勒絲通过她的社交媒体应用程序“The Swift Life”透露，该歌曲的音乐视频将于1月12日发布，该视频的预告片将在Good Morning America上首播。她还在视频中发布了一些照片。第二天，泰勒絲在社交媒体上发布了视频预告片。
2018年1月12日，视频在泰勒絲的Vevo频道上首次亮相。这是由约瑟夫·卡恩执导的斯威夫特的第七个视频。视频显示泰勒絲在各种场所聚会 - 在佛罗里达州迈阿密的一艘游艇上与未來小子合作，艾德在日本东京的一家夜总会，以及在英国伦敦的双层巴士上的各种朋友。在迈阿密的一个场景中，未來小子被视为驾驶价值50万美元的兰博基尼Aventador。在伦敦的一个场景中，看到泰勒絲坐在一个酒吧里，在手持式游戏机上玩蛇的遊戲，骑着摩托车穿过东京，同时穿着蛇皮套装，并用蛇皮啜饮饮料，这些都提到了她的“蛇”声誉。 该视频在YouTube上传的24小时内获得了1,440万次观看。截至2021年9月，该视频拥有超过2.5亿的观看次数。

### 概要
随着泰勒絲从高层建筑的窗户向外望去，MV开始有点慢,但隨著節奏慢慢變快。 在整个MV中，泰勒絲前往不同的城市 - 迈阿密，东京和伦敦。 在所有城市，她与她的合作歌手未來小子和艾德举行派对。
当她从一个城市跳到另一个城市时，她也从与未来一起变成了与艾德一起出去玩。 当她与未來小子合作时，泰勒絲穿着全黑的衣服，当她和艾德一起拍摄时，她穿着法兰绒衬衫和短裤。
MV结束时泰勒絲和艾德互相嬉戏，泰勒絲偷走了艾德的眼镜，两人在伦敦的夜空下一起跳舞。

## 奖项
| 年份 | 举办单位     | 奖项         | 成绩 | 备注  |
| ---- | ------------ | ------------ | ---- | ----- |
| 2018 | 青年选择奖项 | 最佳合作歌曲 | 提名 | [ 5 ] |

## 现场演出
2017年12月2日，泰勒絲和艾德首次在iHeartRadio的Jingle Ball中演唱了《游戏终结》。这首歌的「泰勒絲独唱版本」也是泰勒絲的舉世盛名體育場巡迴演唱會名单的常规部分。此外，泰勒絲也在2023年11月11日的時代巡迴演唱會布宜諾斯艾利斯站第二場演唱會的驚喜曲目環節演唱了該歌曲。

## 榜单
| 榜单 (2017–18)                            | 最高 排位 |
| ----------------------------------------- | --------- |
| 澳大利亚（澳大利亚唱片业协会單曲榜）      | 36        |
| 比利时佛兰德（Ultratip榜外單曲榜）        | 8         |
| 比利时瓦隆（Ultratip榜外單曲榜）          | 19        |
| 加拿大（Canadian Hot 100）                | 11        |
| 加拿大（《告示牌》Canada CHR）            | 17        |
| 加拿大（《告示牌》Canada Hot AC）         | 30        |
| Colombia (National Report)                | 84        |
| Costa Rica (Monitor Latino)               | 6         |
| 捷克（百強數位單曲榜）                    | 63        |
| Dominican Republic Anglo (Monitor Latino) | 9         |
| El Salvador (Monitor Latino)              | 14        |
| 法国（法國唱片出版業公會單曲榜）          | 130       |
| Ireland (IRMA)                            | 68        |
| Israel (Media Forest TV Airplay)          | 2         |
| New Zealand Heatseekers (RMNZ)            | 2         |
| Nicaragua (Monitor Latino)                | 17        |
| 波蘭（波蘭百大電台榜）                    | 52        |
| 葡萄牙（葡萄牙唱片業協會单曲榜）          | 81        |
| 蘇格蘭（官方榜单公司單曲榜）              | 54        |
| 斯洛伐克（百強數位單曲榜）                | 64        |
| 英國（官方榜单公司單曲榜）                | 49        |
| 美国（《告示牌》百大單曲榜）              | 18        |
| 美國（《告示牌》Adult Pop Airplay）       | 13        |
| 美國（《告示牌》Dance/Mix Show Airplay）  | 18        |
| 美國（《告示牌》Pop Airplay）             | 10        |
| 美國（《告示牌》Rhythmic Songs）          | 25        |

## 认证
| 地區                                   | 认证 | 认证单位/销量 |
| -------------------------------------- | ---- | ------------- |
| 澳大利亚（澳大利亚唱片业协会）         | 白金 | 70,000‡       |
| 比利时（比利時唱片音樂協會）           | 金   | 15,000‡       |
| 巴西（巴西唱片業協會）                 | 金   | 20,000‡       |
| 加拿大（加拿大音乐协会）               | 白金 | 0‡            |
| 瑞士（國際唱片業協會瑞士分会）         | 白金 | 20,000‡       |
| 美国（美國唱片業協會）                 | 白金 | 1,000,000‡    |
| ^僅含認證的出貨量 ‡僅含認證的+實際銷量 |      |               |

## 發行歷史
| 地區 | 日期           | 形式         | 廠牌   | 來源   |
| ---- | -------------- | ------------ | ------ | ------ |
| 法國 | 2017年11月14日 | 當代流行電台 | 大機器 | [ 38 ] |
| 美國 | 2017年12月3日  | 當代流行電台 | 大機器 | [ 3 ]  |